# Douglas Cardozo
Douglas Vicente Cardozo Jackson (* 8. září 1970 La Guaira) je bývalý venezuelský zápasník – judista.

## Sportovní kariéra
V národních soutěžích reprezentoval venezuelský stát Vargas. Ve venezulské mužské reprezentaci se prosadil v 29 letech v těžké váze nad 100 kg. V roce 2000 obsadil panamerickou kontinentální kvótu pro start na olympijských hrách hrách v Sydney. Nedostavil se však na předzápasové vážení a nebyl do turnaje vpuštěn. V roce 2004 prohrál nominaci na olympijské hry v Athénách s Leonelem Ruizem a vzápětí ukončil sportovní kariéru. Věnuje se trenérské a funkcionářské práci.

## Výsledky
| Turnaj                  | 1999       | 2000       | 2001       | 2002       | 2003       |
| Turnaj                  | 29         | 30         | 31         | 32         | 33         |
| Turnaj                  | těžká váha | těžká váha | těžká váha | těžká váha | těžká váha |
| ----------------------- | ---------- | ---------- | ---------- | ---------- | ---------- |
| Olympijské hry          |            | DNS        |            |            |            |
| Mistrovství světa       | úč.        |            | —          |            | —          |
| Panamerické hry         | 3.         |            |            |            | 5.         |
| Panamerické mistrovství | 1.         | —          | —          | 5.         | úč.        |
| Jihoamerické hry        |            |            |            | —          |            |
| Středoamerické a k. hry |            |            |            | —          |            |
| Bolívarské hry          |            |            | —          |            |            |